# Елберт (Колорадо)
Елберт (англ. Elbert) — переписна місцевість (CDP) в США, в окрузі Елберт штату Колорадо. Населення — 188 осіб (2020).

## Географія
Елберт розташований за координатами 39°13′8″ пн. ш. 104°32′26″ зх. д. / 39.21889° пн. ш. 104.54056° зх. д. (39.218856, -104.540443).  За даними Бюро перепису населення США в 2010 році переписна місцевість мала площу 1,23 км², уся площа — суходіл.

## Демографія
Згідно з переписом 2010 року, у переписній місцевості мешкало 230 осіб у 88 домогосподарствах у складі 61 родини. Густота населення становила 187 осіб/км².  Було 97 помешкань (79/км²).
Расовий склад населення:
| - 97,8 % — білих |

До двох чи більше рас належало 2,2 %. Частка іспаномовних становила 1,3 % від усіх жителів.
За віковим діапазоном населення розподілялося таким чином: 28,7 % — особи молодші 18 років, 63,5 % — особи у віці 18—64 років, 7,8 % — особи у віці 65 років та старші. Медіана віку мешканця становила 39,3 року. На 100 осіб жіночої статі у переписній місцевості припадало 117,0 чоловіків;  на 100 жінок у віці від 18 років та старших — 102,5 чоловіків також старших 18 років.
Середній дохід на одне домашнє господарство  становив 56 021 долар США (медіана — 34 375), а середній дохід на одну сім'ю — 57 744 долари (медіана — 53 125). За межею бідності перебувало 10,9 % осіб, у тому числі 11,4 % дітей у віці до 18 років та 14,3 % осіб у віці 65 років та старших.
Цивільне працевлаштоване населення становило 78 осіб. Основні галузі зайнятості: будівництво — 28,2 %, науковці, спеціалісти, менеджери — 23,1 %, роздрібна торгівля — 11,5 %, мистецтво, розваги та відпочинок — 10,3 %.